# مرتضی شریفی
مرتضی شریفی (زادهٔ ۶ خرداد ۱۳۷۸) بازیکن تیم ملی والیبال مردان ایران است. او در مسابقات والیبال قهرمانی زیر ۲۱ سال مردان جهان ۲۰۱۹ در بحرین به همراه تیم ملی والیبال جوانان ایران به مقام قهرمانی جهان رسید.

## زندگی شخصی
مرتضی شریفی در سال ۱۳۷۸ در ارومیه متولد شده، فرزند بزرگ خانواده است، و یک برادر و یک خواهر کوچک‌تر از خود دارد.

## آغاز ورزش والیبال
شریفی در سال ۱۳۸۸ ورزش والیبال را به صورت حرفه‌ای آموزش دید و به عضویت باشگاه مقاومت ارومیه که جزو باشگاه‌های بازیکن‌ساز ارومیه است درآمد. او با تیم والیبال مقاومت ارومیه دو بار قهرمان لیگ بسیج شد و هر دو بار عنوان بهترین بازیکن این مسابقات را کسب کرد.

## باشگاهی
مرتضی شریفی در سال ۱۳۹۳ از باشگاه مقاومت ارومیه راهی نوجوانان متین ورامین شد و همزمان در ردهٔ سنی جوانان متین ورامین هم بازی کرد.
او سال ۱۳۹۴ با عقد قراردادی یکساله به عضویت شهرداری بجنورد درآمد و با این تیم به مقام سوم رسید و درحالی‌که فقط ۱۶ سال داشت عنوان پدیده لیگ دسته یک را به خود اختصاص داد.
مرتضی سال ۱۳۹۵ به عضویت شهرداری ارومیه درآمد و تا نیم فصل فقط یک بازی برای این تیم در سوپر لیگ بازی کرد.
مرتضی شریفی در لیگ برتر والیبال مردان ایران در فصل ۹۷–۱۳۹۶ در تیم شمس تهران که متشکل از کادر فنی و بازیکنان تیم‌ملی نوجوانان ایران بود به میدان رفت و کاپیتان این تیم بود.
او فصل بعد به تیم بلو والی ورونا در سری آ ایتالیا پیوست و در فصل ۲۰۱۹–۲۰۱۸ در این تیم توپ زد.
تیم فصل ۲۰۲۲–۲۰۲۳ مرتضی شریفی که در ایران بخاطر جهش‌های انفجاری و ضربات ناگهانی و سرعت دستش به صاعقه شهرت دارد عضو تیم والیبال گالاتاسرای ترکیه می‌باشد.

## تیم ملی نوجوانان
شریفی به خاطر بازی خوبش در تیم مقاومت ارومیه و سپس تیم نوجوانان متین ورامین و شهرداری بجنورد در سال ۹۳ به خدمت تیم ملی نوجوانان درآمد و به مدت ۳ سال در فهرست تیم ملی نوجوانان والیبال ایران بود و زیر نظر محمد وکیلی سرمربی تیم ملی نوجوانان بود. او در مسابقات قهرمانی آسیا که در میانمار برگزار شد به‌عنوان بهترین دریافت کننده قدرتی نوجوانان آسیا انتخاب شد. شریفی در مسابقات والیبال قهرمانی زیر ۱۹ سال پسران جهان در سال ۲۰۱۷ در بحرین به همراه تیم ملی والیبال نوجوانان ایران به مقام قهرمانی جهان رسید.

## تیم ملی جوانان
مرتضی شریفی از سال ۱۳۹۶ تا ۱۳۹۸ عضو تیم ملی جوانان ایران بود و توانست با این تیم به مقام قهرمانی مسابقات زیر بیست سال قهرمانی آسیا در سال ۲۰۱۸ برسد. وی در سال ۲۰۱۹ توانست به همراه تیم ملی والیبال جوانان ایران که هدایت آن برعهدهٔ بهروز عطایی بود توانست عنوان قهرمانی مسابقات زیر ۲۱ سال قهرمانی جهان را از آن خود کند. شریفی در این رقابت‌ها که در کشور بحرین برگزار شد توانست به همراه دنیله لاویا بازیکن تیم ایتالیا عنوان بهترین دریافت کنندهٔ قدرتی را از آن خود کند.

## تیم ملی بزرگسالان
مرتضی شریفی در سال ۱۳۹۷ به دعوت ایگور کولاکوویچ به عضویت تیم ملی بزرگسالان والیبال ایران درآمد و بازی‌های خوبی را در مرحله گروهی لیگ ملت‌های والیبال مردان ۲۰۱۸ انجام داد.
او در سال ۲۰۱۸ در لباس تیم ملی بزرگسالان موفق شد به مقام قهرمانی المپیک آسیایی در جاکارتای اندونزی دست یابد.
در سال ۲۰۱۹ وو به همراه تیم ملی ایران با مقام قهرمانی بازیهای انتخابی المپیک در آسیا دست بافت و به المپیک صعود کرد.